# شاهزاده مینو
شاهزاده مینو (به ژاپنی: 美努王 みぬおう/みのおう)؛ تولد نامشخص مرگ ۲۲ ژوئن ۷۰۸،  اهل ژاپن یکی از اعضای خاندان سلطنتی ژاپن در دوره آسوکا بود. از نوادگان امپراتور بیداتسو و سی امین امپراتور ژاپن  بود.   همسر او  آگاتا نو انوکای نو میچیو  بود که پس از مرگ او با   فوجیوارا نو فوهیتو ازدواج کرد. او پدر تاچیبانا نو موروئه بود.